# 卡迪亚尔
卡迪亚尔，是西班牙安达卢西亚自治区格拉纳达省的一个市镇。总面积47平方公里，2001年普查人口總數為1676人，人口密度為每平方公里36人。